# Saarland-Tag
Der Saarland-Tag war ein Landesfest, welches seit 1988 alle zwei bis vier Jahre bis 2007 gefeiert wurde.
- 1988: St. Ingbert und im gesamten Saarpfalz-Kreis
- 1990: Saarlouis
- 1993: Neunkirchen und Ottweiler
- 1996: Saarbrücken und Völklingen
- 2000: Merzig
- 2003: St. Wendel
- 2007: Saarbrücken